# DraftSight
DraftSightはダッソー・システムズが提供している2次元用のCAD製品である。

## 概要
2次元の図面の作成、編集、表示が行えるCAD製品である。
メールアドレスの登録によるアクティベーションが必要であるが、無償で提供される。また電話や電子メールでのサポートやAPIへのアクセス及びアップデートが行われるPremium Packが有償で提供される。
オートデスクのAutoCADのファイル形式である、DWG形式が扱えるのが特徴。外観や操作性にAutoCADと共通点が多い。
2010年6月にパブリックベータを公開、2011年2月に初版を公開、2011年5月に日本語対応化を発表する。2011年6月には100万ダウンロードを達成。
DraftSight 2016からはリボン (GUI)が選択可能になっている。
2019年度から無料版の提供が終了となった。有償版の提供は引き続き行われ、今後、3次元機能の強化やクラウド版の提供などさらなる進展が見込まれている。

## 出版
- やさしく学ぶDraftSight、阿部秀之、2012年7月2日、エクスナレッジ、ISBN 978-4-7678-1419-3
  - やさしく学ぶDraftSight DraftSight2016対応、阿部秀之、2016年5月23日、エクスナレッジ、ISBN 978-4-7678-2180-1
- DraftSight入門、三辻茂樹、田中まゆみ、今井善久、脇康隆、武田修子、2013年、コステック、ISBN 978-4946470110
- 7日でおぼえるDraftSight、阿部秀之、2015年3月30日、エクスナレッジ、ISBN 978-4-7678-1947-1